# باليسترينا
جيوفاني بييرلويجي دا باليسترينا (بالإنجليزية Giovanni Pierluigi da Palestrina) (و. 3 فبراير 1525 أو 2 فبراير 1526 - ت. 2 فبراير 1594) هو مؤلف موسيقي إيطالي من عصر النهضة وهو الممثل الأشهر للمدرسة الرومانية للتأليف الموسيقي. له تأثير دائم على تطوير الموسيقى الكنسية وأعماله تعتبر تتويجاً لتعدد الأصوات في عصر النهضة.
الكثير من الموسيقى الكنسية من النوع المتأخر في القرون الوسطى التي يمكن الاستماع إليها اليوم في كنائس إيطاليا ربما كان من تأليف الموسيقى باليسترينا. فلقد كان مؤلفاً بارزاً، ترك أكثر من 90 مقطوعة من موسيقى القداس، كما ترك عدداً كبيراً من الأناشيد الدينية الطباقية المتعددة الأصوات، والأناشيد الروحية وما شابه من الموسيقى الطقسية، فضلاً عن الموسيقى الرائعة للقصائد الغزلية. وكانت موشحته الدينية ((ستابات ماتر)) الرائدة البشيرة للموشحات الدينية التي وضعها فيما بعد موسيقيون أمثال برسل الإنكليزي وهاندل الألماني.

## حياته
على الأرجح ولد في مدينة بالسترينا وهي بلدة صغيرة تقع قرب روما وأخذ اسمه منها، تلقى تعليمه الموسيقي في روما نفسها. كان منشد في الجوقة وعاش معظم حياته في مدينة بالسترينا. خدم في ثلاث كنائس سانت بيتر وسانت جون لطران وسانتا ماريا ماجيور. عمل في البداية كعازف أرغن وقائد الجوقة في الكاتدرائية في بالسترينا ثم أصبح قائد الجوقة في كنيسة سانت بيتر عام 1551. أثناء ذلك نشر كتابه الأول للقداسات في عام 1554 وذكر الأب جولياس الثالث كراعي له. خلال عام من هذا أصبح عضوا في الجوقة البابوية في إبرشية السيستين، رغم زواجه عام 1547، اضطر لمغادرة الإبرشية حين أدخل البابا قانون جديد وهو شرط العزوبية. أصبح قائد الجوقة في كنيسة سانت جون لطران (بعد لاسوس)، ثم انتقل لكنيسة سانتا ماريا ماجيور.
أثناء فترة 1570 انتشر الطاعون في روما مما أدى إلى وفاة زوجة باليسترينا واثنين من أبنائهما وأخ له، أدت هذه المأساة لتدربه على أن يصبح قسا. مع ذلك خلال ثمانية أشهر من وفاة زوجته تزوج مرة أخرى من أرملة ثرية وأشرف على تجارتها في الفراء. في عام 1571، أعيد تعيينه في إبرشية جوليان حيث أصبح قائد الجوقة حتى وفاته. العروض التي جاءت من الدوق جاجليملو جونزاجا من منتوا والإمبراطور ماكسميليان الثاني في فيينا لم تبعده عن روما.

## موسيقاه
كان بالسترينا مؤلف غزير الإنتاج يكتب أساسا الموسيقى الدينية مثل القداس والموتيت والماجنيفيكات بأسلوب آكابيلا (أي دون مصاحبة الآلات)، وأيضا كتب المادريجال الديني والدنيوي، لكن ذروة إنجازه ظهر في القداسات التي زادت عن مائة قداس.
قضى بالسترينا حياته العاملة تحت تأثير الإصلاح المضاد. رجل الدين في ترنت أخضع الفنون للرقابة وأدان إدخال مادة دنيوية في العمل الديني والإفراط في استخدام الآلات الموسيقية. وهناك زعم أن الأسلوب البوليفوني في التأليف مزخرف أكثر من اللازم، وأن تعقيد هذا النوع من الموسيقى أبهم كلمات الصلاة بدلا من تحسينها، وحث بعض المصلحين على العودة للغناء البسيط المنوفوني للاحتفال بالشعائر الدينية. وأثبت بالسترينا من خلال عمله «قداس الأب مارسيلاس» أن البوليفونية يمكنها أن تعكس رسالتها المقدسة بوضوح كافي للالتزام بشروط رجال الدين. وهناك أسطورة تقول أنه كتب القداس صراحة لرجل الدين، سواء كان هذا حقيقي أم لا، يعتبر بالسترينا «منقذ الموسيقى الكنائسية» بسبب هذا القداس.

## روابط خارجية
- باليسترينا على موقع IMDb (الإنجليزية)
- باليسترينا على موقع الموسوعة البريطانية (الإنجليزية)
- باليسترينا على موقع ميوزك برينز (الإنجليزية)
- باليسترينا على موقع إن إن دي بي (الإنجليزية)
- باليسترينا على موقع أول ميوزيك (الإنجليزية)
- باليسترينا على موقع ديسكوغز (الإنجليزية)